# 乌审召镇
乌审召镇，是中华人民共和国内蒙古自治区鄂尔多斯市乌审旗下辖的一个乡镇级行政单位。
煤运通道浩吉铁路的起点浩勒报吉南站位于该镇。

## 行政区划
乌审召镇下辖以下地区：
惠泽社区、查干淖社区、绿洲社区、乌审召嘎查、巴音陶勒盖嘎查、查干苏莫嘎查、浩勒报吉村、巴嘎淖尔村和中乃村。